# Svavar Markússon
Svavar Markússon (ur. 30 maja 1935 w Olafsvík) – islandzki lekkoatleta, średniodystansowiec.
Podczas igrzysk olimpijskich w Rzymie odpadł w eliminacjach na 800 (5. lokata w swoim biegu z czasem 1:52,7) i 1500 metrów (7. miejsce w swoim biegu z czasem 3:47,1).
Na mistrzostwach Europy w 1958 odpadł w półfinale  na 800 metrów oraz w eliminacjach na 1500 metrów.
Wielokrotny mistrz Islandii, reprezentant kraju w meczach międzypaństwowych, rekordzista Islandii na różnych dystansach.

## Rekordy życiowe
- Bieg na 800 metrów – 1:50,5 (1958)
- Bieg na 1500 metrów – 3:47,20 (1960)